# سجاد كنج زادة
سجاد كنج زادة (مواليد 4 يناير 1992) هو لاعب كاراتيه إيراني،فاز بالميدالية الذهبية في أولمبياد 2020.